# Czartoryski-Bibliothek

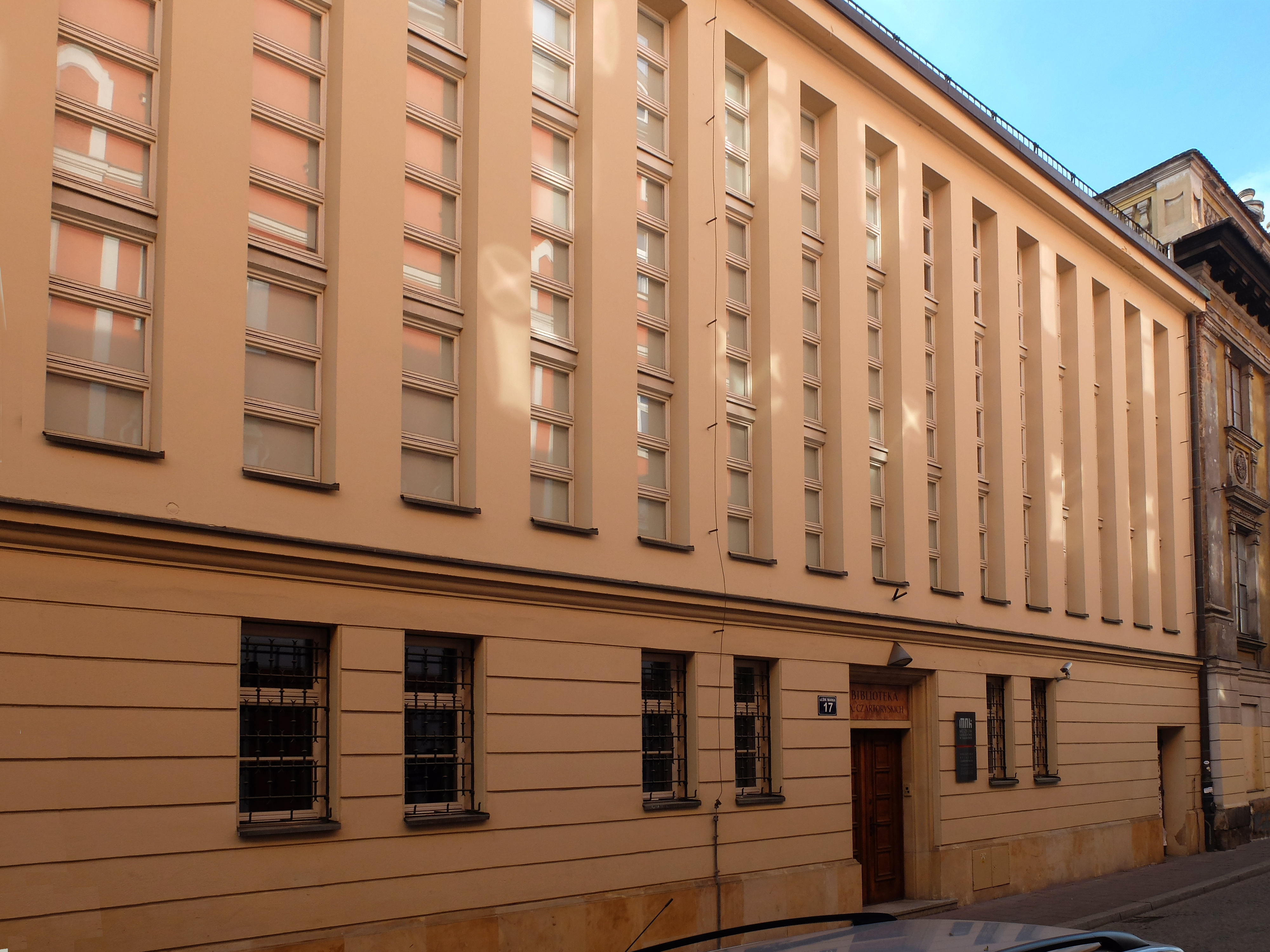
Czartoryski-Bibliothek

Die Bibliothek der Fürsten Czartoryski in Krakau (polnisch Biblioteka Książąt Czartoryskich, englisch The Princes Czartoryski Library) wurde im 18. Jahrhundert von Fürst Adam Kazimierz Czartoryski und Fürstin Izabella Czartoryska gegründet. Sie ist eine Zweigstelle des Nationalmuseums in Krakau.
Die Sammlung befand sich ursprünglich im Blauen Palast in Warschau und kam 1783 nach Puławy, der Residenz der Fürsten Czartoryski. Bereits 1770 umfasste sie 1645 Drucke und Manuskripte. Später kam die Sammlung von Tadeusz Czacki hinzu und im Jahr 1830 umfasste die Sammlung bereits 70.000 Drucke und 3000 Manuskripte. Nach dem Novemberaufstand wurden die Bestände aus Puławy evakuiert und aufgeteilt. Erst 1874 schaffte es Władysław Czartoryski die Sammlung wieder zu komplettieren und erhielt von der Stadt Krakau das Stadtarsenal als Ausstellungsort. Während des Zweiten Weltkriegs wurde die Sammlung von den Nationalsozialisten geplündert. 1950 wurde der Restbestand verstaatlicht.
In den Jahren 1958 bis 1960 wurde für die Bibliothek ein neues Gebäude im Norden der Krakauer Altstadt errichtet. 1991 erlangte die Czartoryski-Stiftung wieder Eigentum an den Beständen, vermachte sie jedoch 2016 an das Krakauer Nationalmuseum. Heute besteht die Sammlung aus 245 000 Bändern aus dem 10. bis 20. Jahrhundert. Zu den bekanntesten zählen der Codex Aureus Pultoviensis, Benedictionale Pontificale Cracoviensae Erasmi Vitelli oder die Traitè de la forme et devis d’un tournois sowie die Originalurkunden des Kaschauer Privilegs, des Privilegs von Jedlnia und Krakau, der Union von Horodło oder des Vertrags von Krakau. Weiter besitzt die Sammlung Handschriften von Martin Luther, Nicolaus Copernicus, Ludwig van Beethoven, Adam Mickiewicz sowie den ersten Präsidenten der USA.

## Galerie

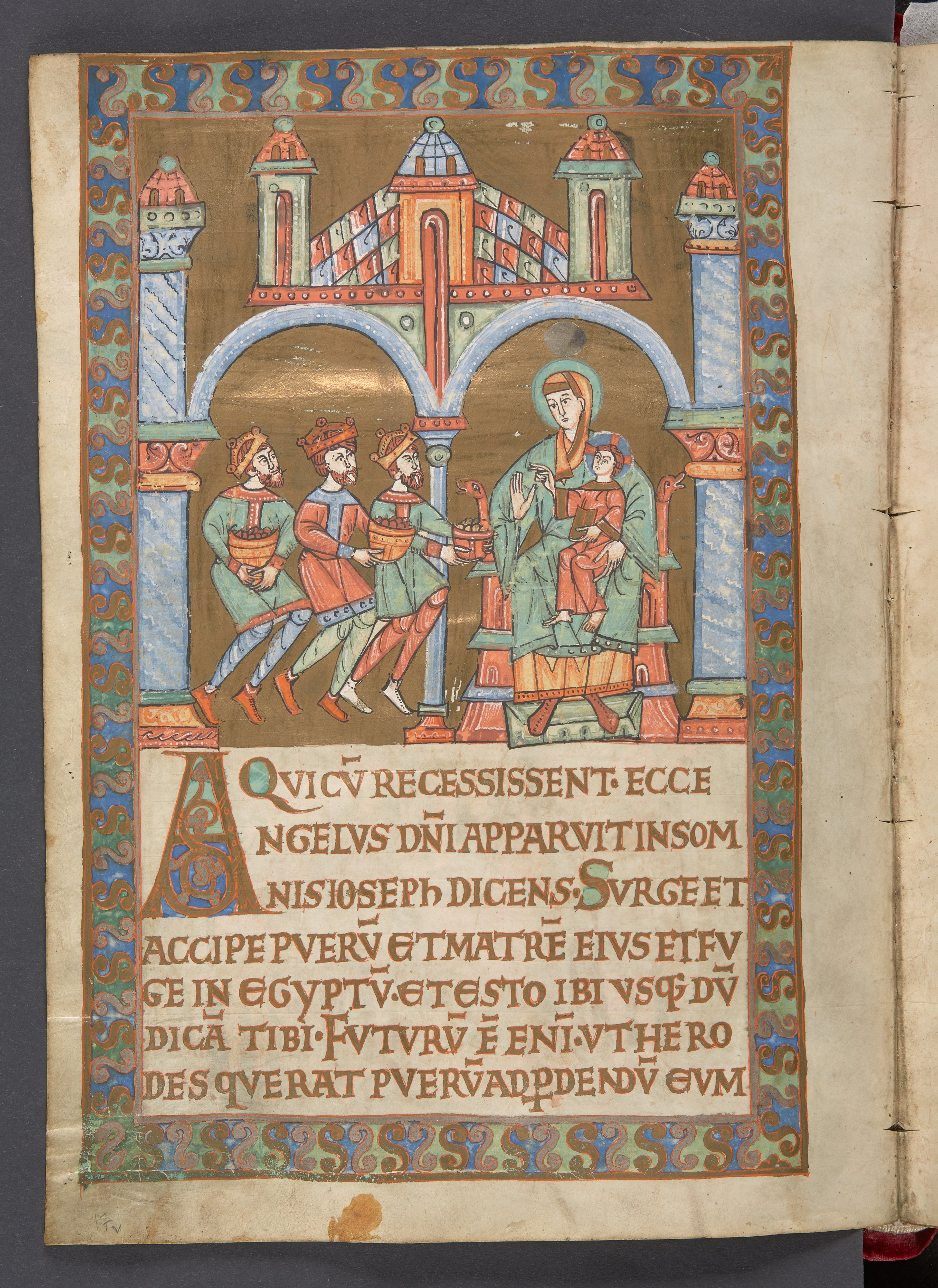
Codex aureus pultoviensis, um 1080
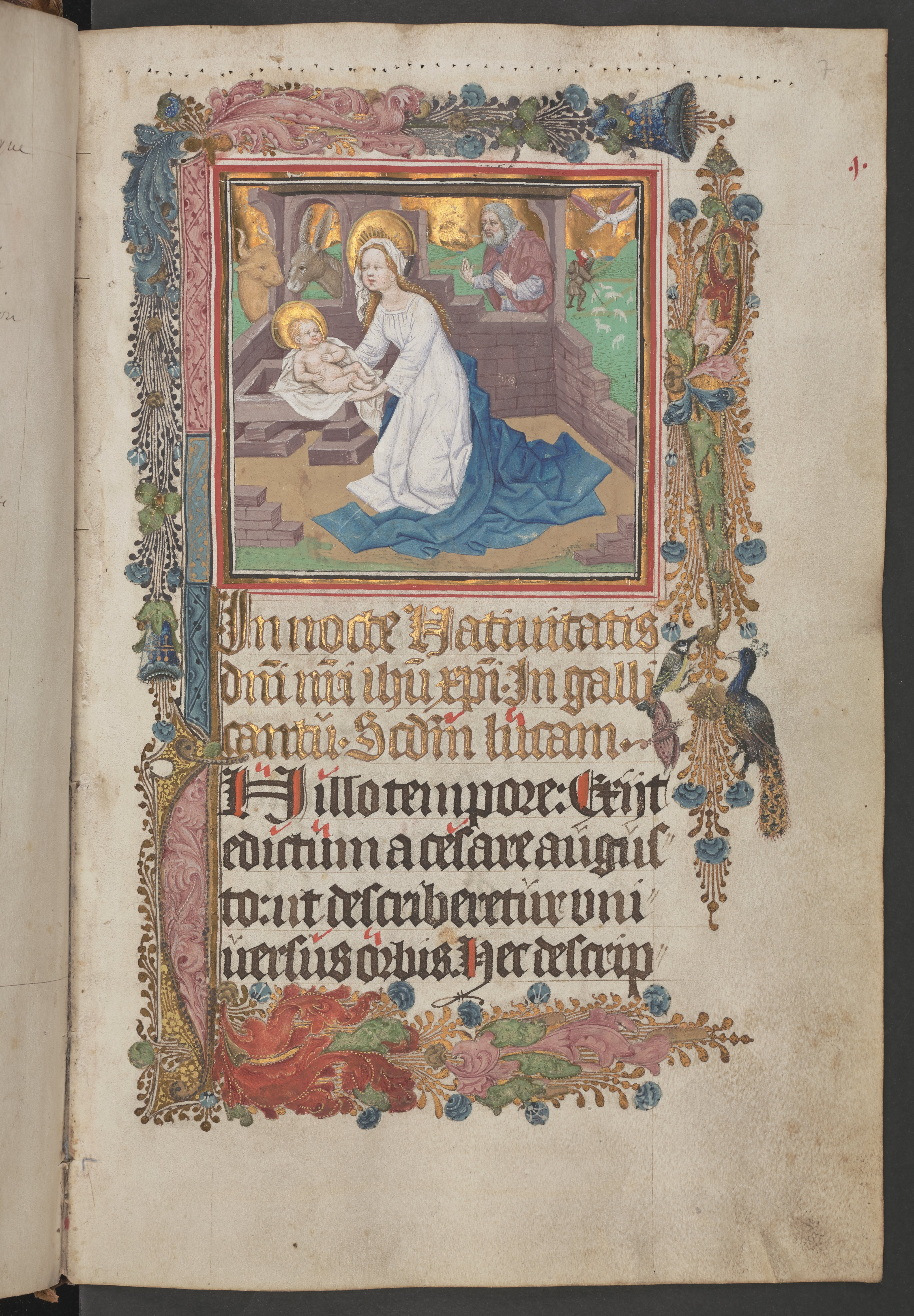
Lectiones Evangeliorum in diebus festis, Köln, nach 1461
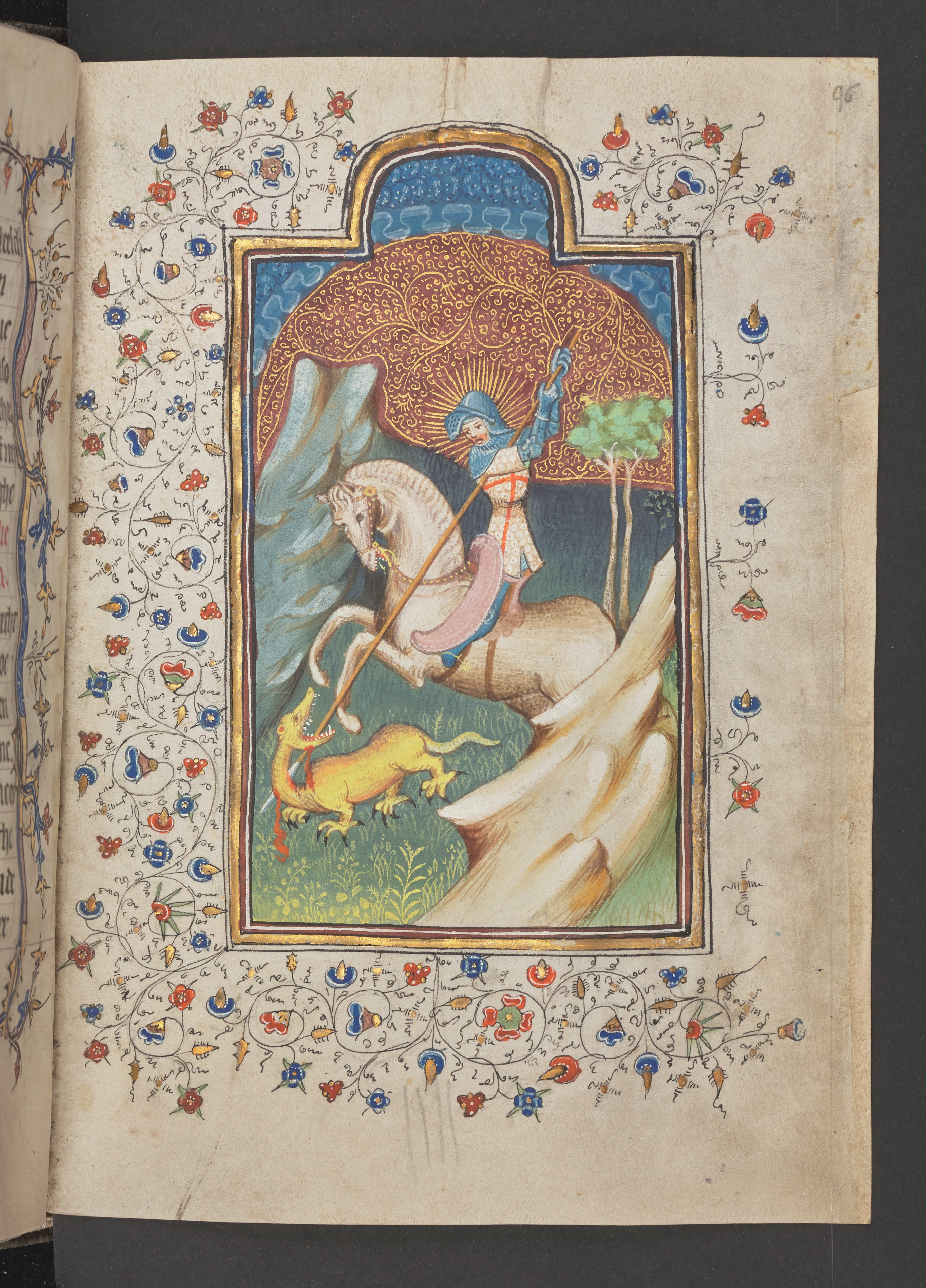
Getijdenboek, Brügge, 1. Viertel des 15. Jahrhunderts
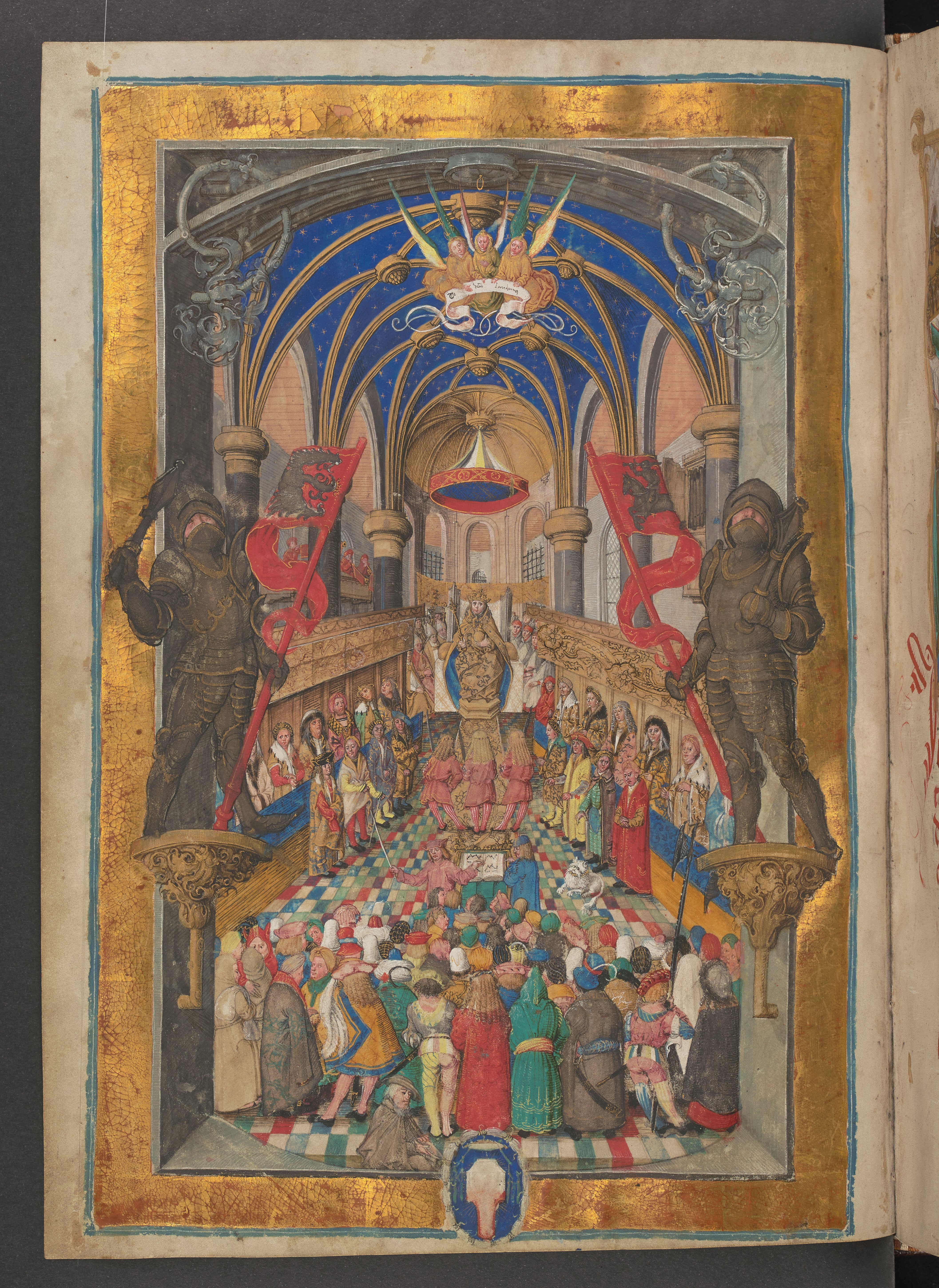
Pontificale cracoviense, Krakau, 1510–1515
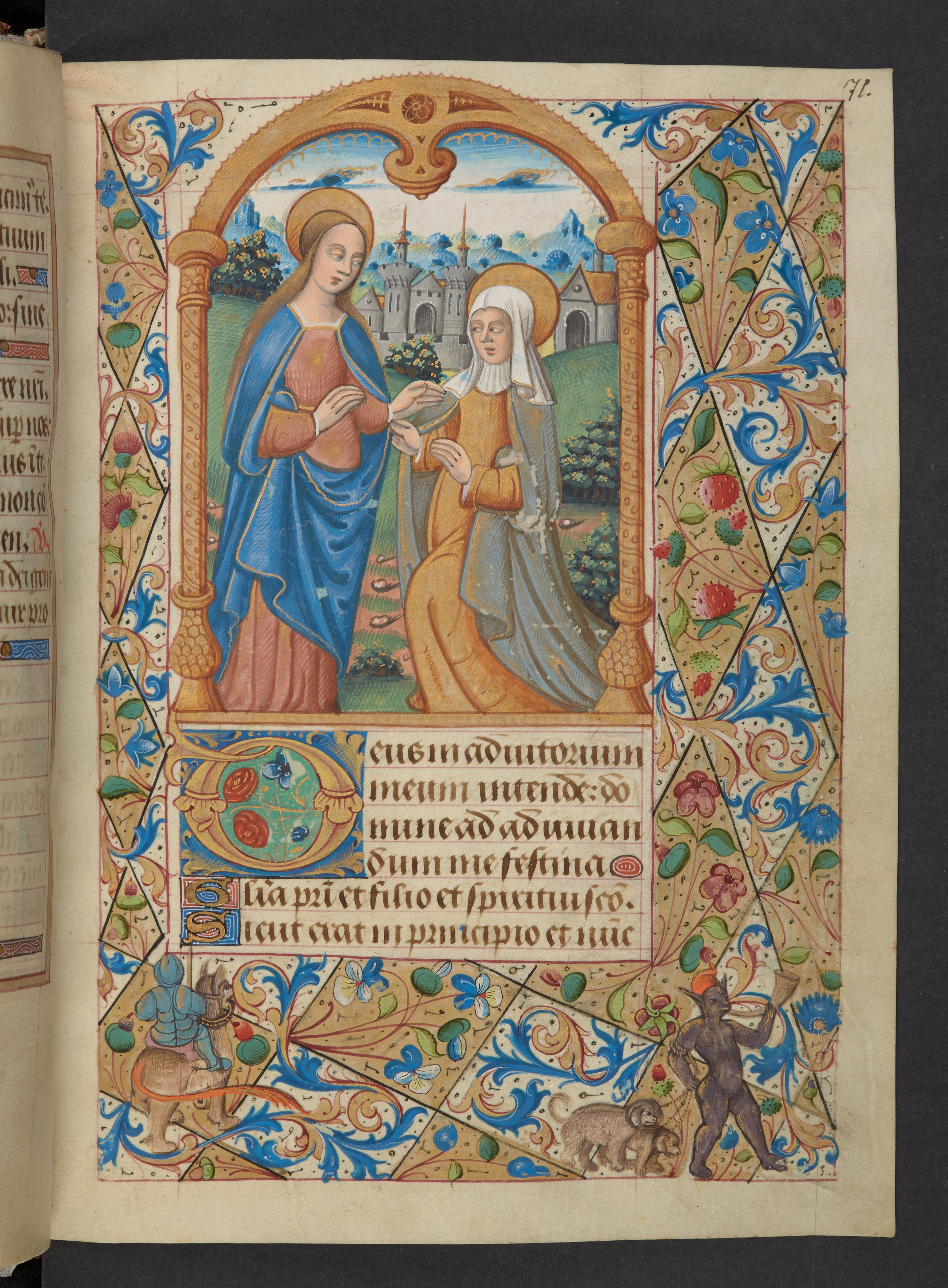
Livre d'heures, Anfang des 16. Jahrhunderts